# Villaviciosa (kommunhuvudort)
Villaviciosa är en kommunhuvudort i Spanien.   Den ligger i provinsen Province of Asturias och regionen Asturien, i den norra delen av landet, 400 km norr om huvudstaden Madrid. Villaviciosa ligger 6 meter över havet och antalet invånare är 14 775.
Terrängen runt Villaviciosa är huvudsakligen lite kuperad. Villaviciosa ligger nere i en dal. Runt Villaviciosa är det ganska glesbefolkat, med 45 invånare per kvadratkilometer. Närmaste större samhälle är Gijón, 19,2 km väster om Villaviciosa. I omgivningarna runt Villaviciosa växer i huvudsak blandskog.